# 長月あおい
長月 あおい（ながつき あおい、3月30日 - ）は、日本の女性声優。三重県出身。アミュレート準所属。

## 略歴
幼少期には「プリキュアシリーズ」を見ており、小学校高学年の頃にはプリキュアを演じる声優かイベントの着ぐるみに入る仕事をしたいと言っていたという。「アイドルマスターシリーズ」でキャラクターを演じるキャストがステージに立って役を表現していたことがきっかけで、声優業を明確に意識するようになった。2024年には「アイドルマスターシリーズ」の一作である『学園アイドルマスター』の花海咲季役に抜擢された。
大学と両立し、SAY YOU LABに通っていた。同所出身である木野日菜のインタビュー記事で「1年間修行僧のように燃えていた！」というコメントが印象的であったことから、自身を追い込める場所に身を置きたいと思いで同所へ入所することを決めた。卒業後、アミュレートに所属。

## 人物
方言は三重弁。
趣味はかき氷屋さん巡り、アイドル鑑賞、ゲーム、ギター。特技はピアノ、かき氷早食い、利きメロンパン。かき氷は年間で140杯ほど食べる。
幼い頃からハロー!プロジェクトが好きで、特に鈴木愛理が好きだと語っている。

## 出演
太字はメインキャラクター。

### テレビアニメ
- 猫になりたい田万川くん（2025年、ボス美、小早川[2]）
- たまらないのは恋なのか（2025年、女子高生[2]）

### ゲーム
時期不明
- エギーパーティー
- シャイニーガール（ヘレン）

2021年
- B-PROJECT 流星*ファンタジア

2022年
- ソウルタイド（セシリア）

2023年
- サマータイムレンダ Another Horizon
- 刻のイシュタリア（チチル）

2024年
- 原神（リリー）
- 学園アイドルマスター（2024年 - 2025年、花海咲季）
- クッキーラン:キングダム（クルフィモンキー）
- アッシュエコーズ（ミティア）
- 魔導物語 フィアと不思議な学校（ミュゥ）
- インフィニティニキ（だいたんムーボン・ナーナ、クディボ、恥ずかしがり屋の願いの精霊、他）
- 真 戦国炎舞 -KIZNA-（豊臣秀吉）
- ハツリバーブ -HAZE REVERB-（セミュー）

2025年
- アンカーパニック（エリシア）
- カバラの伝説（キンギョソウ）
- 天月麻雀（07）
- トリッカル・もちもちほっぺ大作戦（バター）
- アイドルマスター ツアーズ（花海咲季）

### ラジオ
※はインターネット配信。
- 長月あおいの耳のおともに（2025年、YouTube・音泉※）
- 長月あおいのone and only（2025年、音泉※）[18]

### インターネット配信番組
- 長月あおいのStreaming Club（2024年 - 、YouTube）[19]
- 長月あおい様のお世話係に転生したので、生涯をかけて尽くします！（2025年 - 、ニコニコチャンネルプラス・YouTube）[20]

### デジタルコミック
- ｢コードギアス 反逆のルルーシュ×IPポリスつづきちゃん｣ ボイスコミック（2025年、つづきちゃん[21]）

### ボイスドラマ
- 戦国繚乱美少女伝（2025年、内藤昌豊[22]、柴田兵E、成田兵B[23]、色部光長[24]、徳川頼宣[25]）
- ASMR『口もききたくないあいつと、自習室で甘い筆談』特典ボイスドラマ（2025年、西丸何南[26]）
- ASMR『妹の友達に弱みを握られて・・・』（2025年、椎名美緒[27]）

### 舞台
- 朗読劇『ネコたん！〜猫町怪異奇譚〜』（2025年6月18日、あうるすぽっと） - 財部梨杏 役[28]

### その他コンテンツ
- 御室ムスメ（2023年、熊谷真愛[29]）

## ディスコグラフィ

### キャラクターソング
| 発売日         | 商品名                                                                                               | 歌                                                                         | 楽曲 | 備考                                       |
| -------------- | --- | -------------------------------------------------------------------------- | --- | ------------------------------------------ |
| 2024年5月16日  | 初                                                                                                   | 初星学園                                                                   | 「初」                                                                                                  | ゲーム『学園アイドルマスター』関連曲       |
| 2024年6月10日  | Campus mode!!                                                                                        | 初星学園                                                                   | 「Campus mode!!」                                                                                       | ゲーム『学園アイドルマスター』関連曲       |
| 2024年8月7日   | 花海咲季 1st Single「Fighting My Way」                                                               | 花海咲季（長月あおい）                                                     | 「Fighting My Way」 「初」 「Campus mode!!」                                                            | ゲーム『学園アイドルマスター』関連曲       |
| 2024年8月9日   | がむしゃらに行こう！                                                                                 | 花海咲季（長月あおい）、月村手毬（小鹿なお）、藤田ことね（飯田ヒカル）     | 「がむしゃらに行こう！」                                                                                | ゲーム『学園アイドルマスター』関連曲       |
| 2024年8月14日  | 学園アイドルマスター Season Solo Collection Vol.1「キミとセミブルー」                                | 花海咲季（長月あおい）                                                     | 「キミとセミブルー」                                                                                    | ゲーム『学園アイドルマスター』関連曲       |
| 2024年8月14日  | 学園アイドルマスター Season Solo Collection Vol.2「冠菊」                                            | 花海咲季（長月あおい）、葛城リーリヤ（花岩香奈）、藤田ことね（飯田ヒカル） | 「冠菊」                                                                                                | ゲーム『学園アイドルマスター』関連曲       |
| 2024年8月14日  | 学園アイドルマスター Season Solo Collection Vol.2「冠菊」                                            | 花海咲季（長月あおい）                                                     | 「冠菊」                                                                                                | ゲーム『学園アイドルマスター』関連曲       |
| 2024年8月16日  | Howling over the World                                                                               | 花海咲季（長月あおい）、月村手毬（小鹿なお）、藤田ことね（飯田ヒカル）     | 「Howling over the World」                                                                              | ゲーム『学園アイドルマスター』関連曲       |
| 2024年8月24日  | ミラクルナナウ(ﾟ∀ﾟ)！                                                                                | 花海咲季（長月あおい）、月村手毬（小鹿なお）、藤田ことね（飯田ヒカル）     | 「ミラクルナナウ(ﾟ∀ﾟ)！」                                                                               | ゲーム『学園アイドルマスター』関連曲       |
| 2024年10月30日 | 初星学園×アニメイト コラボCD「古今東西ちょちょいのちょい」                                           | 花海咲季（長月あおい）、月村手毬（小鹿なお）、藤田ことね（飯田ヒカル）     | 「古今東西ちょちょいのちょい [花海咲季・月村手毬・藤田ことね ver.]」                                    | ゲーム『学園アイドルマスター』関連曲       |
| 2024年10月30日 | 学園アイドルマスター 初星学園×アニメイト コラボCD「古今東西ちょちょいのちょい」【北海道+東北地方盤】 | 花海咲季（長月あおい） feat.葛城リーリヤ（花岩香奈）                       | 「古今東西ちょちょいのちょい [岩手県ver.]」                                                             | ゲーム『学園アイドルマスター』関連曲       |
| 2024年10月30日 | 学園アイドルマスター 初星学園×アニメイト コラボCD「古今東西ちょちょいのちょい」【関東地方盤】        | 花海咲季（長月あおい） feat.藤田ことね（飯田ヒカル）                       | 「古今東西ちょちょいのちょい [千葉県ver.]」                                                             | ゲーム『学園アイドルマスター』関連曲       |
| 2024年10月30日 | 学園アイドルマスター 初星学園×アニメイト コラボCD「古今東西ちょちょいのちょい」【中部地方盤】        | 花海咲季（長月あおい） feat.月村手毬（小鹿なお）                           | 「古今東西ちょちょいのちょい [山梨県ver.]」                                                             | ゲーム『学園アイドルマスター』関連曲       |
| 2024年10月30日 | 学園アイドルマスター 初星学園×アニメイト コラボCD「古今東西ちょちょいのちょい」【中部地方盤】        | 葛城リーリヤ（花岩香奈） feat.花海咲季（長月あおい）                       | 「古今東西ちょちょいのちょい [愛知県ver.]」                                                             | ゲーム『学園アイドルマスター』関連曲       |
| 2024年10月30日 | 学園アイドルマスター 初星学園×アニメイト コラボCD「古今東西ちょちょいのちょい」【近畿地方盤】        | 花海咲季（長月あおい） feat.紫雲清夏（湊みや）                             | 「古今東西ちょちょいのちょい [京都府ver.]」                                                             | ゲーム『学園アイドルマスター』関連曲       |
| 2024年10月30日 | 学園アイドルマスター 初星学園×アニメイト コラボCD「古今東西ちょちょいのちょい」【中国+四国地方盤】   | 花海咲季（長月あおい） feat.篠澤広（川村玲奈）                             | 「古今東西ちょちょいのちょい [香川県ver.]」                                                             | ゲーム『学園アイドルマスター』関連曲       |
| 2024年10月30日 | 学園アイドルマスター 初星学園×アニメイト コラボCD「古今東西ちょちょいのちょい」【中国+四国地方盤】   | 藤田ことね（飯田ヒカル） feat.花海咲季（長月あおい）                       | 「古今東西ちょちょいのちょい [高知県ver.]」                                                             | ゲーム『学園アイドルマスター』関連曲       |
| 2024年10月30日 | 学園アイドルマスター 初星学園×アニメイト コラボCD「古今東西ちょちょいのちょい」【九州+沖縄地方盤】   | 花海咲季（長月あおい） feat.姫崎莉波（薄井友里）                           | 「古今東西ちょちょいのちょい [福岡県ver.]」                                                             | ゲーム『学園アイドルマスター』関連曲       |
| 2024年10月30日 | 学園アイドルマスター 初星学園×アニメイト コラボCD「古今東西ちょちょいのちょい」【九州+沖縄地方盤】   | 篠澤広（川村玲奈） feat.花海咲季（長月あおい）                             | 「古今東西ちょちょいのちょい [大分県ver.]」                                                             | ゲーム『学園アイドルマスター』関連曲       |
| 2024年11月13日 | 学園アイドルマスター Season Solo Collection Vol.3「仮装狂騒曲」                                      | 花海咲季（長月あおい）                                                     | 「仮装狂騒曲」                                                                                          | ゲーム『学園アイドルマスター』関連曲       |
| 2024年12月11日 | 学園アイドルマスター Season Solo Collection Vol.4「White Night! White Wish!」                        | 花海咲季（長月あおい）                                                     | 「White Night! White Wish!」                                                                            | ゲーム『学園アイドルマスター』関連曲       |
| 2024年12月11日 | アイ NEED YOU（FOR WONDERFUL STORY）【学園アイドルマスター盤】                                       | THE IDOLM@STER BRILLIANT STARS                                             | 「アイ NEED YOU（FOR WONDERFUL STORY）」                                                                | 「アイドルマスターシリーズ」20周年記念楽曲 |
| 2024年12月11日 | アイ NEED YOU（FOR WONDERFUL STORY）【学園アイドルマスター盤】                                       | 初星学園                                                                   | 「アイ NEED YOU（FOR WONDERFUL STORY）」                                                                | 「アイドルマスターシリーズ」20周年記念楽曲 |
| 2024年12月11日 | アイ NEED YOU（FOR WONDERFUL STORY）【学園アイドルマスター盤】                                       | 花海咲季（長月あおい）                                                     | 「アイ NEED YOU（FOR WONDERFUL STORY）」                                                                | 「アイドルマスターシリーズ」20周年記念楽曲 |
| 2025年2月14日  | 学園アイドルマスター Season Solo Collection Vol.5「ハッピーミルフィーユ」                            | 花海咲季（長月あおい）                                                     | 「ハッピーミルフィーユ」                                                                                | ゲーム『学園アイドルマスター』関連曲       |
| 2025年3月3日   | 学園アイドルマスター Season Solo Collection Vol.6「雪解けに」                                        | 花海咲季（長月あおい）                                                     | 「雪解けに」                                                                                            | ゲーム『学園アイドルマスター』関連曲       |
| 2025年3月12日  | 花海咲季 2nd Single「Boom Boom Pow」                                                                 | 花海咲季（長月あおい）                                                     | 「Boom Boom Pow」 「EGO」 「がむしゃらに行こう！」 「Howling over the World」 「ミラクルナナウ(ﾟ∀ﾟ)！」 | ゲーム『学園アイドルマスター』関連曲       |
| 2025年4月9日   | 学園アイドルマスター Season Solo Collection Vol.7「桜フォトグラフ」                                  | 葛城リーリヤ（花岩香奈）、紫雲清夏（湊みや）、花海咲季（長月あおい）       | 「桜フォトグラフ」                                                                                      | ゲーム『学園アイドルマスター』関連曲       |
| 2025年4月9日   | 学園アイドルマスター Season Solo Collection Vol.7「桜フォトグラフ」                                  | 花海咲季（長月あおい）                                                     | 「桜フォトグラフ」                                                                                      | ゲーム『学園アイドルマスター』関連曲       |
| 2025年5月17日  | 標                                                                                                   | 初星学園                                                                   | 「標」                                                                                                  | ゲーム『学園アイドルマスター』関連曲       |
| 2025年6月上旬  | 花海咲季 誕生日記念Single「Try it now」                                                              | 花海咲季（長月あおい）                                                     | 「Try it now」                                                                                          | ゲーム『学園アイドルマスター』関連曲       |
| 2025年7月26日  | ENDLESS DANCE                                                                                        | 花海咲季（長月あおい）、月村手毬（小鹿なお）、藤田ことね（飯田ヒカル）     | 「ENDLESS DANCE」                                                                                       | ゲーム『学園アイドルマスター』関連曲       |
| 2025年11月19日 | Re;IRIS 1st Single「雨上がりのアイリス」                                                             | Re;IRIS                                                                    | 「雨上がりのアイリス」                                                                                  | ゲーム『学園アイドルマスター』関連曲       |
| 2025年11月19日 | Re;IRIS 1st Single「雨上がりのアイリス」                                                             | 花海咲季（長月あおい）                                                     | 「雨上がりのアイリス」                                                                                  | ゲーム『学園アイドルマスター』関連曲       |

## 書籍

### デジタル写真集
- 『長月あおい デジタルPHOTOBOOK START』（2025年4月9日、KADOKAWA）[30][31]